# Eurycotis brevipes
Eurycotis brevipes är en kackerlacksart som först beskrevs av Philippi 1863.  Eurycotis brevipes ingår i släktet Eurycotis och familjen storkackerlackor. Inga underarter finns listade i Catalogue of Life.